# Zwölf Apostel von Irland

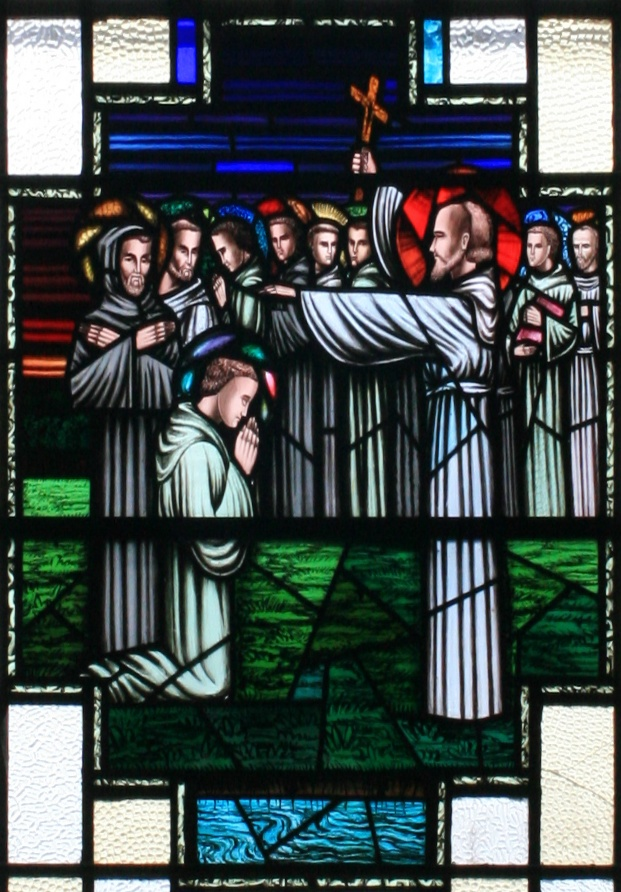
St. Finnian segnet die Zwölf Apostel; Kirchenfenster in Clonard

Als die Zwölf Apostel von Irland wird in hagiographischen Darstellungen eine Gruppe von zwölf Mönchen aus der Zeit der iroschottischen Kirche des sechsten Jahrhunderts bezeichnet. Sie werden in Irland als Heilige verehrt. Eine Gemeinsamkeit ist, dass sie als Schüler von St. Finnian in dem von ihm gegründeten Kloster Clonard gelten. Es war zu dieser Zeit ein Zentrum geistlicher Gelehrsamkeit auf der Insel.

## Listen der zwölf
Die Catholic Encyclopedia nennt diese zwölf Heiligen:
- Ciarán von Saigir, gestorben um 530
- Ciarán von Clonmacnoise, gestorben um 545
- Brendan von Birr, gestorben 573
- Brendan von Clonfert, gestorben 577
- Columban von Iona, gestorben 597
- Columba von Terryglass, gestorben 552
- Mobhí von Glasnevin, gestorben 544
- Ruadhán von Lorrha, gestorben 584
- Senán von Iniscathay, gestorben 560
- Ninnidh von Lough Erne
- Lasserian mac Nadfraech, gestorben 564
- Cainnech von Aghaboe, gestorben 598

Eine etwas abweichende Liste bietet das Martyrologium des Óengus von Tallaght aus dem neunten Jahrhundert:
- zwei Finnians
- zwei Columbans
- Ciarán
- Cainnech
- Comgall
- zwei Brendans
- Ruadan
- Ninnidh
- Mobhi
- Molaise, Sohn des Natfrech (=Lasserian)

Anstelle der fehlenden Senán und eines der beiden Ciaráns sind Finnian von Movilla und Comgall von Bangor aufgeführt. Dass dreizehn aufgelistet sind, erklärt sich dadurch, dass der Lehrer Finnian selbst ebenfalls mit dazu gerechnet wird. Neben diesen beiden gibt es noch weitere Varianten mit unterschiedlichen Zusammensetzungen.

## Die Zwölf als Gruppe
Ob diese zwölf tatsächlich Schüler von Finnian waren und ob gleichzeitig oder zu unterschiedlichen Zeiten, ist unbekannt. Die Zahl zwölf gilt im Christentum als heilige Zahl der Begegnung Gottes mit der Welt, ein Bezug auf die zwölf Apostel der Bibel liegt nahe. Der Kleriker John Lynch verwies im 17. Jahrhundert darauf, dass die Wandermönche der Iroschottischen Mission üblicherweise mit jeweils zwölf Gefährten auf ihre Reise gegangen seien sollen.
Als Gruppe tauchen sie in verschiedenen Erzählungen, insbesondere im Zusammenhang mit dem Zwölfbotentag, auf. So verbindet sie das Bethada Náem Nérenn (Das Leben der irischen Heiligen) von Charles Plummer mit der Seereise von St. Brendan. Die zwölf seien zusammen gewesen, als ihnen eine wundersame Blume aus dem Gelobten Land erschienen sei. Alle hätten das Verlangen gehabt, dorthin zu reisen. Da nur einer aus der Gruppe habe gehen können, seien Lose gezogen worden. Brendan von Birr, der zunächst gewonnen habe, wurde als zu alt betrachtet, statt seiner habe Brendan von Clonfert mit 168 Gefährten die Reise angetreten.